# Nekrolog 1301
Nekrolog
◄◄
| ◄
| 1297
| 1298
| 1299
| 1300
| 1301 | 1302 | 1303 | 1304 | 1305 | ► | ►►
Weitere Ereignisse | Allgemeiner Nekrolog 1301
Die Beschreibung der verstorbenen Person sollte so kurz wie möglich gehalten sein und nur deren signifikante Tätigkeit(en) enthalten.
Neue Namen ggf. auch unter dem Geburts- und Sterbedatum, also etwa unter 1. Januar und im Geburts- und Sterbejahr (2024) eintragen (nur bei entsprechender großer Wichtigkeit). Für Beispiele siehe die schon vorhandenen Artikel.
Außerdem über die fünf zuletzt Verstorbenen, zu denen es einen ausreichend guten Artikel für eine Präsentation auf der Hauptseite gibt, nach der todesbedingten Überarbeitung der Artikel ggf. auch unter Wikipedia Diskussion:Hauptseite informieren und sie am besten auch in den anderen Wikipedia-Sprachversionen eintragen. Tipp: Regelmäßig bei news.google.de nach „ist tot“, „gestorben“ oder „verstorben“ suchen.
Wenn eine Person gestorben ist, gibt es viele Seiten zu dieser Person in der Wikipedia, die davon auch betroffen sind und entsprechend aktualisiert werden müssen. Beispiele: Namenübersichtsseite, Geburtsjahr, Geburtsort-Seiten und viele mehr.
Wie finde ich die betroffenen Seiten?
Im Suchfeld auf der linken Seite gibt man den Suchbegriff so ein: „Vorname Nachname“. Dann klickt man auf Volltext und alle Seiten mit entsprechendem Suchtext werden aufgerufen. Hier sieht man dann schnell, wo auch das Todesjahr Sinn macht oder sogar ein Teil des Artikels angepasst werden muss. Auch hilft das „Werkzeug“ auf der linken Seite sehr gut, um solche Seiten aufzufinden: „Links auf diese Seite“. Somit ist die Wikipedia wieder aktuell in allen Bereichen! Hinweis: bei Eintragung der Kategorie „Gestorben JAHR“ wird der Missbrauchsfilter 49 ausgelöst, was jedoch nicht schlimm ist. Siehe: Spezial:Missbrauchsfilter/49
Dies ist eine Liste von im Jahr 1301 verstorbenen bekannten Persönlichkeiten. Die Einträge erfolgen innerhalb der einzelnen Daten alphabetisch sortiert. Tiere sind im Nekrolog für Tiere zu finden.

## Januar
| Tag        | Name         | Beruf, bekannt als | Alter | Beleg |
| ---------- | ------------ | ------------------ | ----- | ----- |
| 14. Januar | Andreas III. | König von Ungarn   |       |       |

## Februar
| Tag     | Name              | Beruf, bekannt als    | Alter | Beleg |
| ------- | ----------------- | --------------------- | ----- | ----- |
| Februar | Balian von Ibelin | Seneschall von Zypern |       |       |

## März
| Tag      | Name                   | Beruf, bekannt als   | Alter | Beleg |
| -------- | ---------------------- | -------------------- | ----- | ----- |
| 21. März | Guillaume de Champvent | Bischof von Lausanne |       |       |
| 26. März | Landulf von Mailand    | Bischof von Brixen   |       |       |

## April
| Tag      | Name               | Beruf, bekannt als  | Alter | Beleg |
| -------- | ------------------ | ------------------- | ----- | ----- |
| 5. April | Everhard von Diest | Bischof von Münster |       |       |

## Juli
| Tag     | Name                 | Beruf, bekannt als              | Alter | Beleg |
| ------- | -------------------- | ------------------------------- | ----- | ----- |
| 4. Juli | Wilhelm von Berthout | Bischof von Utrecht (1296–1301) |       |       |

## August
| Tag    | Name                     | Beruf, bekannt als                                                  | Alter | Beleg |
| ------ | ------------------------ | ------------------------------------------------------------------- | ----- | ----- |
| August | Heinrich III. von Burgau | letzte Markgraf der Markgrafschaft Burgau aus dem Hause Berg-Burgau |       |       |

## September
| Tag           | Name                   | Beruf, bekannt als                                        | Alter | Beleg |
| ------------- | ---------------------- | --------------------------------------------------------- | ----- | ----- |
| 3. September  | Alberto I. della Scala | Zweiter Regent der Stadt Verona aus dem Haus der Scaliger |       |       |
| 6. September  | Gregor von Waldek      | Bischof von Prag                                          |       |       |
| 27. September | Takatsukasa Kanetada   | japanischer für Regent für Fushimi und Go-Fushimi         |       |       |

## Oktober
| Tag         | Name                 | Beruf, bekannt als      | Alter | Beleg |
| ----------- | -------------------- | ----------------------- | ----- | ----- |
| 11. Oktober | Wilhelm von Montfort | Fürstabt von St. Gallen |       |       |

## November
| Tag          | Name              | Beruf, bekannt als     | Alter | Beleg |
| ------------ | ----------------- | ---------------------- | ----- | ----- |
| 9. November  | Bolko I.          | Herzog von Schweidnitz |       |       |
| 19. November | Johann III. Romka | Bischof von Breslau    |       |       |
| 25. November | Heinrich Schenk   | Bischof von Kulm       |       |       |

## Datum unbekannt
| Tag | Name                    | Beruf, bekannt als                                                         | Alter | Beleg |
| --- | ----------------------- | -------------------------------------------------------------------------- | ----- | ----- |
|     | Falsche Margarete       | norwegische Betrügerin                                                     |       |       |
|     | Zahed Gilani            | islamischer Mystiker und Großmeister des Sufiordens der Zahediyyeh         |       |       |
|     | Jean I. de Grailly      | Ritter, Kreuzfahrer, Herr von Grilly und Bénauges, Seneschall der Gascogne |       |       |
|     | Gertrud Morneweg        | deutsche Kauffrau                                                          |       |       |
|     | Ulrich II. von Kapellen | Hauptmann und Oberster Landrichter in Österreich ob der Enns               |       |       |
|     | Violante von Aragón     | Königin von Kastilien und deutsche Königin                                 |       |       |